# ترول ۲
ترول ۲ (انگلیسی: Troll 2) یک فیلم مستقل فانتزی تاریک و ترسناک به کارگردانی کلاودیو فراگاسو است که در سال ۱۹۹۰ منتشر شد. از بازیگران این فیلم می‌توان به مایکل استیونسن، جرج هاردی و کانی ریت اشاره کرد. با آنکه این فیلم با نام اصلی «گابلین‌ها» منتشر شد، اما توزیع کنندگان آمریکایی آن را به عنوان دنباله‌ای بر فیلم ترسناک ترول (۱۹۸۶) به بازار عرضه کردند. با این وجود، این دو فیلم ربطی به هم ندارند و در ترول ۲ گابلین‌ها حضور دارند و نه ترول‌ها. بازخوردهای این فیلم چنان منفی بود که آن را یکی از بدترین فیلم‌های ساخته‌شده می‌دانند. رتبه این فیلم در راتن تومیتوز بر پایه ۲۱ نقد سینمایی، ۵٪ با میانگین وزنی ۲٫۴۰ از ۱۰ است. در راستای فلسفه فیلم‌سازی جو داماتو، بسیاری از بخش‌های فیلم با هزینه اندک ساخته شدند، مانند لباس‌هایی که توسط دوست دیرینه و همکار دائمی داماتو، لورا خمسر طراحی شده بود.